# 1859 au théâtre
| Années du théâtre : 1856 - 1857 - 1858 - 1859 - 1860 - 1861 - 1862    |
| Décennies du théâtre : 1820 - 1830 - 1840 - 1850 - 1860 - 1870 - 1880 |

## Pièces de théâtre publiées
- Adrien Robert et Auguste Pittaud de Forges, Une Jambe anonyme, vaudeville en 1 acte, Librairie théâtrale, Paris.

## Pièces de théâtre représentées
- 9 janvier : L'Avocat d'un Grec d'Eugène Labiche, au Théâtre du Palais-Royal
- 28 février : La Fée Carabosse, opéra comique des Frères Cogniard et Monsieur Lockroy et musique de Monsieur Massé, au théâtre Lyrique
- 16 mars : L'Amour, un fort volume, prix 3 F 50 c d'Eugène Labiche, au Théâtre du Palais-Royal
- 4 avril : Le Pays des Echasses, vaudeveille des Frères Cogniard et Monsieur Clairville, au théâtre des Variétés
- 7 mai : Une Jambe anonyme, d'Adrien Robert et Auguste Pittaud de Forges, au Théâtre du Palais-Royal.
- 8 juin : L'Omelette à la Follembuche de Léo Delibes au Théâtre des Bouffes-Parisiens
- 15 juin : Le Baron de Fourchevif d'Eugène Labiche, au Théâtre du Gymnase
- 22 septembre : Les Compagnons de la Truelle, drame des Frères Cogniard et Monsieur Clairville, au théâtre des Variétés
- 17 décembre : Sans Queue ni Tête, revue des Frères Cogniard et Monsieur Clairville, au théâtre des Variétés